# Stubben (Niedersachsen)
Stubben (Niedersachsen) este o comună din landul Saxonia Inferioară, Germania.